# Chiesa dei Santi Apostoli (Firenze)
La chiesa dei Santi Apostoli è un luogo di culto cattolico che si trova in piazza del Limbo a Firenze.
È una delle chiese più antiche e ricche di storia di Firenze, dove hanno origine alcune delle più antiche leggende della città e la sua centralità in feste popolari come lo scoppio del carro le hanno valso il soprannome popolare di "Vecchio Duomo di Firenze", nonostante non sia mai stata cattedrale della città. Vi si conservano inoltre le tre schegge della pietra del Santo Sepolcro che Goffredo di Buglione volle regalare a Pazzino de Pazzi per essere stato il primo a scalare le mura di Gerusalemme e ad aver aperto la strada ai cavalieri crociati nella conquista della città durante la prima crociata.

## Storia
Una targa sulla facciata ne farebbe risalire la fondazione addirittura all'anno 800, alla presenza niente di meno che di Carlo Magno e del Paladino Orlando. In realtà gli storici dubitano di questa antica iscrizione, risalente a qualche secolo dopo i presunti fatti, e datano più coerentemente la fondazione della chiesa attorno alla fine dell'XI secolo.

## Descrizione
La facciata è in stile romanico con un portale cinquecentesco attribuito al pistoiese Benedetto da Rovezzano. Si affaccia sulla piccola piazza del Limbo, così chiamata perché anticamente ospitava un cimitero per i bambini morti prima di essere battezzati, i quali, come descrive anche Dante nella Divina Commedia, rimanevano in una zona indefinita del mondo ultraterreno chiamata appunto limbo. La piccola torre campanaria è di Baccio d'Agnolo del XVI secolo.

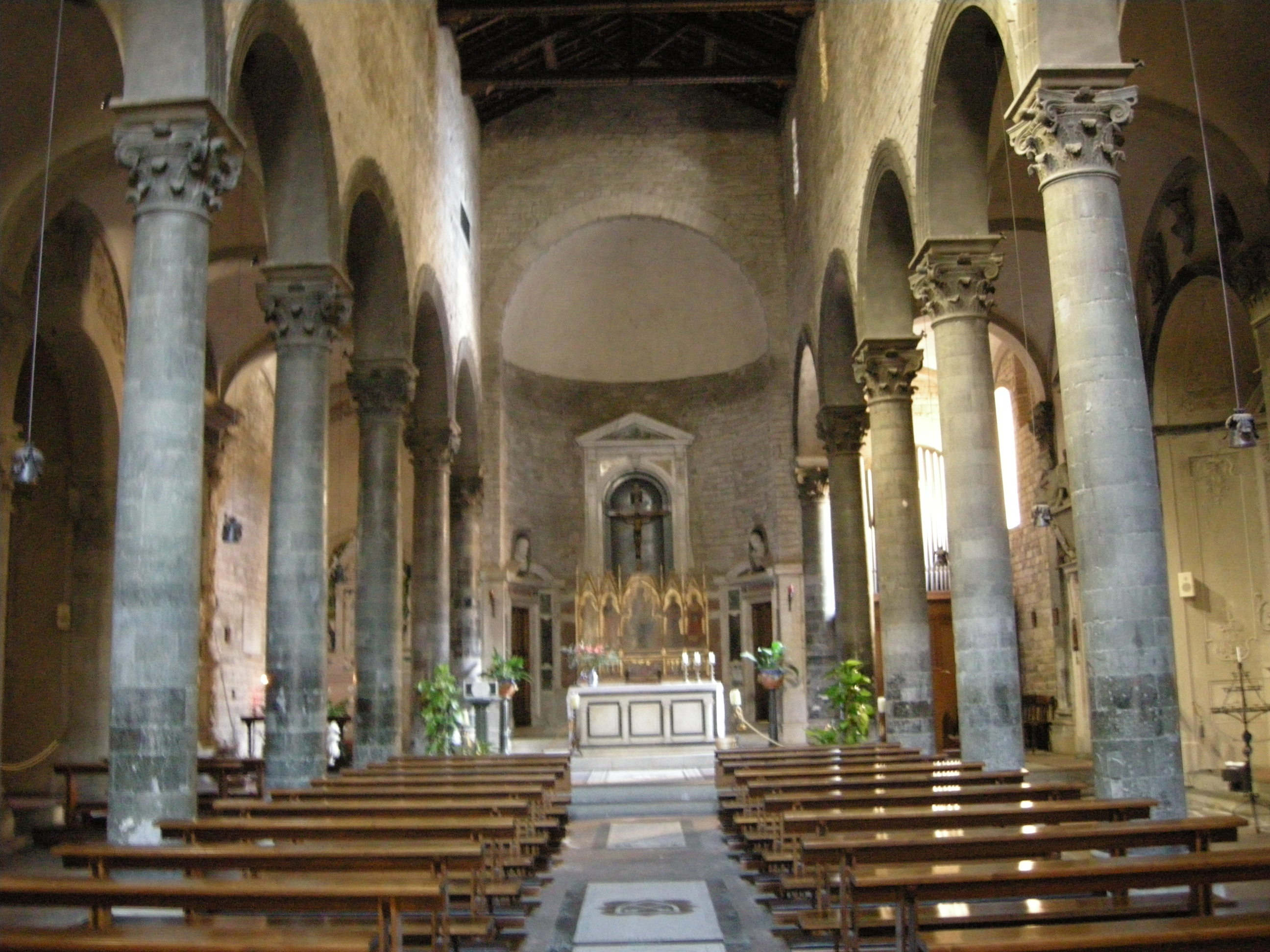
Interno

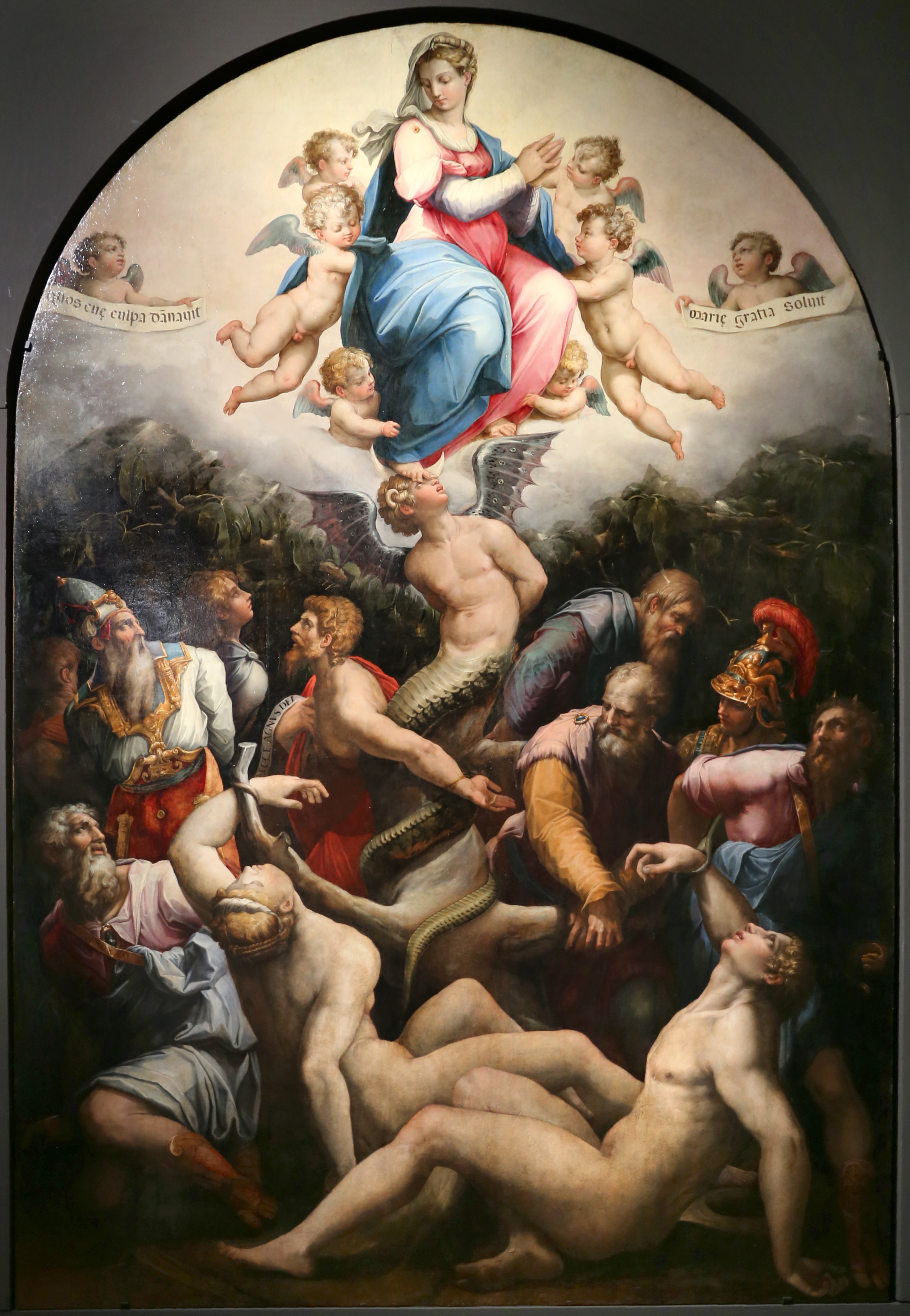
Giorgio vasari, immacolata Concezione (pala Altoviti), 1540-41

La pianta risente dello stile paleocristiano, con colonne in marmo verde di Prato e capitelli diseguali recuperate da edifici romani, in particolare i primi due in stile corinzio si pensa provengono dalle terme che sorgevano nelle vicinanze e risalirebbero al I secolo a.C. Il soffitto ligneo con trabeazione a cavalletti riccamente decorati è del 1333. Il pavimento con un mosaico primitivo è stato recuperato con i restauri e include numerose pietre tombali di personaggi di illustri famiglie fiorenti (Acciaiuoli, Altoviti, Del Bene...). La zona absidale presenta la semplice struttura romanica con le grezze pietre squadrate lasciate a vista. 
La semplicità dell'interno con gli archi a tutto tondo sulle colonne si dice che possa aver ispirato Brunelleschi nel suo recupero delle forme classiche che portò allo stile rinascimentale. Le cappelle laterali risalgono al Cinquecento e la loro ridotta dimensione non ha portato significative alterazioni alla percezione dello spazio della chiesa medievale.
Nella prima parte della navata di sinistra vi è una piccola nicchia che custodisce le pietre, secondo la tradizione portate da Pazzino de' Pazzi dalla Terrasanta dopo la prima crociata, con le quali il giorno di Pasqua di ogni anno si accende solennemente il fuoco che infiamma la colombina per il tradizionale scoppio del carro in piazza del Duomo.

### Opere d'arte
Nonostante i danni subiti dall'alluvione del 1966 sono presenti notevoli opere d'arte. 
Nella navata destra:
- La prima cappella che si trova è ornata da un dipinto attribuito a Cosimo Gamberucci raffigurante l'Elemosina di San Martino databile agli ultimi anni del Cinquecento.
- nella seconda cappella è una tela secentesca o settecentesca di un autore anonimo raffigurante San Bartolomeo.
- la terza cappella, dei Del Bene, contiene, alla parete sinistra, il Monumento sepolcrale di Piero Del Bene, del 1530, in cui almeno la testa del defunto può essere attribuita a Benedetto da Rovezzano. Dirimpetto si trova un rilievo settecentesco con San Paolo.
- nella Cappella Altoviti, la quarta a destra, fondata da Bindo Altoviti nel 1533, è la tavola con l'Allegoria della Concezione commissionata nel 1540 dall'Altoviti a Giorgio Vasari e posta in loco nel 1541, corredata di una cornice originale andata perduta. Il dipinto fu la prima pala compiuta da Vasari per una chiesa fiorentina e l'opera che permise all'artista di farsi apprezzare e di affermarsi a Firenze.[1]
- L'ultima cappella fu fondata nel 1392, originariamente in forma di semplice altare, da Stoldo di Bindo Altoviti, del quale esiste ancora la sua lastra sepolcrale in marmo e nella quale, nel giugno 2024, è stato ricollocata dopo i danni subiti dall'alluvione del 1966, la pala d'altare con la Madonna della Neve di Jacopo di Cione. L'opera, che ha subito diversi danni nel corso dei secoli, è stata restaurata nel 2020 ricomponendo le corrette proporzioni dell'opera.[2]
- sopra la porta della sagrestia è la Tomba di Bindo Altoviti, con monumento allegorico della Carità di Bartolomeo Ammannati del 1570, rimasta un cenotafio dato che l'Altoviti fu sepolto nella sua cappella in Trinità dei Monti in attesa di riportarlo a Firenze, ma la traslazione non avvenne mai.

Nell'abside:
- dietro la moderna mensa di altare è collocato il polittico con la Madonna col Bambino in trono tra angeli e santi, l'Adorazione dei Magi e altre figure di Santi nella predella, opera di Jacopo di Cione e Niccolò Gerini, del 1383, proveniente dal Convento delle Clarisse di Santa Maria di Monticelli.
- Cenotafio dell'Arcivescovo Antonio Altoviti è in realtà una sistemazione cinquecentesca dell'abside realizzata da Giovanni Antonio Dosio tra 1573 e 1583 e comprendente il sarcofago marmoreo (vuoto) di ispirazione michelangiolesca dietro l'attuale altare, una nicchia centinata al centro dell'abside raccordata con due volute alle porticine laterali, sormontate dai busti di Carlo Magno e del medesimo Antonio Altoviti, opere di Giovanni Caccini.

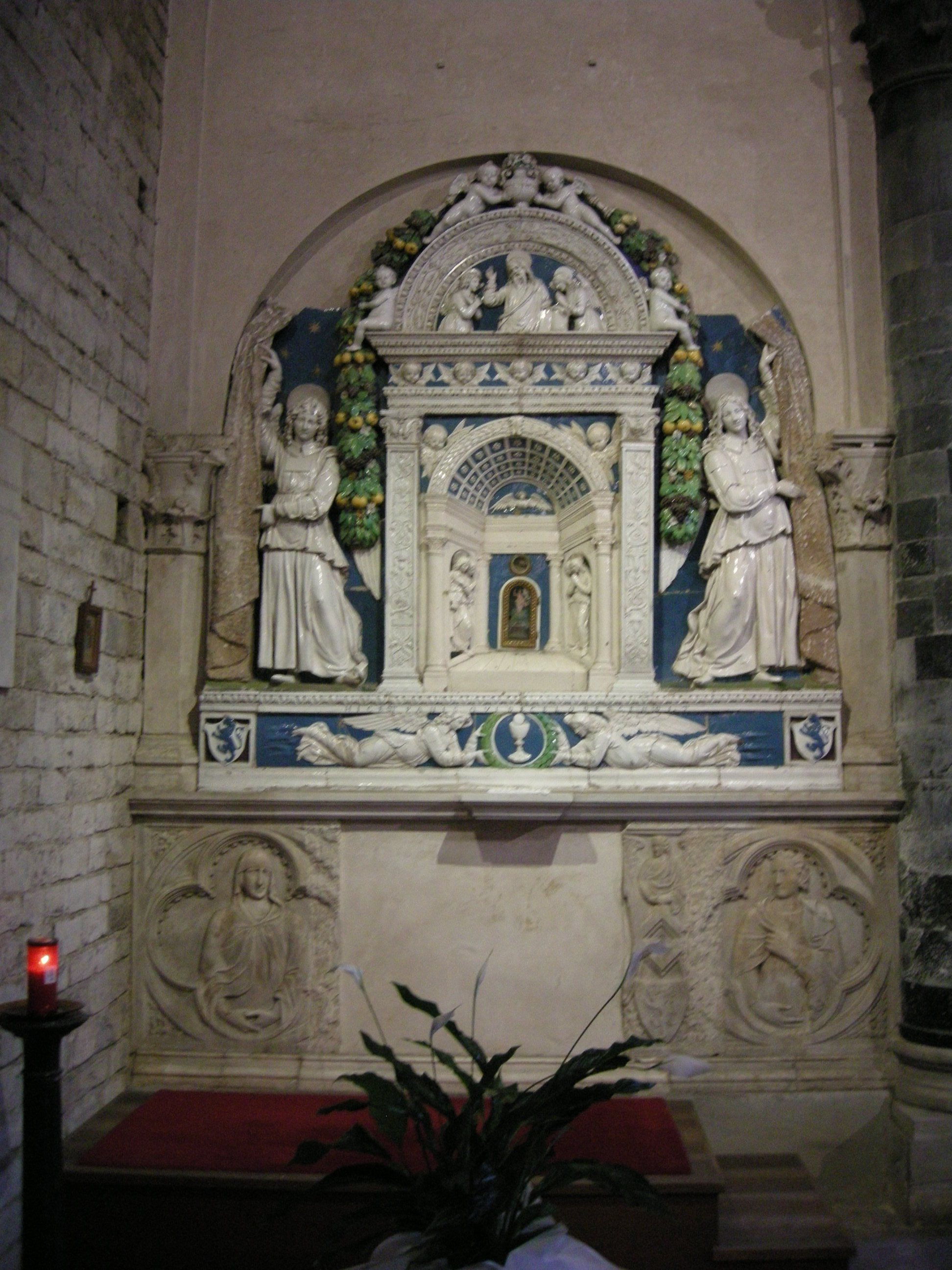
Il tabernacolo di Andrea della Robbia (1512)

Nella navata sinistra, dal presbiterio:
- Tabernacolo eucaristico in terracotta invetriata policroma di Andrea Della Robbia commissionato da Giovanni di Piero Acciaiuoli, per il quale è documentato un pagamento il 28 aprile 1512 è un pagamento ad Andrea. È probabile che abbia collaborato nell’opera anche il figlio Giovanni. Il tabernacolo poggia su una predella con due angeli che sostengono una ghirlanda di foglie in cui è il calice con l’ostia e con l’iscrizione “HIC EST PANIS QUI DE COELO DESCENDIT”. L’edicola è formata da lesene corinzie che sorreggono la trabeazione all’interno della quale quattro colonne in prospettiva e una volta a botte con rosette racchiudono lo sportello del ciborio che raffigura Cristo che risorge dal sepolcro; lo spazio circolare aperto sopra potrebbe contenere la terza pietra del S. Sepolcro, collocata in luogo privilegiato. Nella lunetta è la colomba dello Spirito Santo. Nella parte superiore del ciborio è rappresentato a bassorilievo il Padre benedicente. ll bianco dello smalto, in contrasto con il colore blu del fondo, riflettendo la luce, riesce a mettere in risalto la plasticità di ogni dettaglio.[3]
- All'inizio della navata è il Monumento funebre di Antonio ed Oddone Altoviti fatto realizzare dallo stesso Oddone, priore della chiesa fino al 1514, per il fratello e per sé stesso da Benedetto da Rovezzano tra 1507 e 1508.
- la quarta cappella, ristrutturata nel Settecento, custodisce tre dipinti su tavola di Maso da San Friano: al centro, all'altare è una Adorazione del Bambino mentre sulle pareti laterali è un Arcangelo Raffaele con Tobiolo e un Sant'Andrea apostolo. I tre dipinti facevano parte di un'unica pala databile al 1565 circa.
- Nella seconda cappella è stata ricollocata nel 2011 la grande tela di Anton Domenico Gabbiani con la Gloria di San Francesco di Sales sostenuto da Angeli, commissionata dalla Confraternita di San Francesco di Sales e dipinta tra il 1685 e il 1686.[4]
- Sinopia dell'affresco un tempo presente sopra il portale d'ingresso Madonna con bambino in mezzo ad angeli di Paolo Schiavo, discepolo di Masaccio (XV secolo).
- Acquasantiera di Benedetto da Rovezzano.

## Opere già in Santi Apostoli
- Andrea Orcagna, Pentecoste, oggi alla Galleria dell'Accademia